# Соломоник, Абрам Бенцианович
Авраа́м (Абра́м Бенциа́нович) Соломо́ник (род. 10 декабря 1927, Городок, Витебская область, Белорусская ССР) — израильский учёный, филолог, автор русско-ивритских и иврит-русских словарей, семиолог и автор новой версии философии познания.

## Биография
Родился 10 декабря 1927 года в городе Городок Витебской области Белоруссии. С 1933 года жил в Ленинграде, где окончил среднюю школу. Окончил в 1949 году Ленинградский юридический институт им. М. И. Калинина и по распределению поехал работать в Вологду адвокатом, где проработал до 1953 года.
В Вологде учился на заочном отделении Вологодского педагогического института по специальности «Преподаватель английского языка», который закончил в январе 1954 года.
В 1954 году переехал в Ленинград и с января 1954 года преподавал английский язык в школе. В 1966 году защитил кандидатскую диссертацию в Педагогическом институте им. Герцена в Ленинграде по методике преподавания английского языка. С 1966 года работал методистом в Ленинградском институте Общего образования взрослых, входившим в систему Академии педагогических наук СССР, где проработал до 1973 года.
В 1974 году с женой, сыном и дочерью уехал на постоянное жительство в Израиль. С ноября 1974 года живёт в Иерусалиме и работает в Министерстве образования Израиля, занимаясь проблемами обучения взрослых репатриантов ивриту.
А. Соломоник проработал в министерстве образования Израиля до декабря 1993 года главным методистом по обучению ивриту взрослых. Является составителем более десяти русско-ивритских, ивритско-русских и ивритско-английских словарей, автор учебника ивритской грамматики для взрослых русскоговорящих учащихся. С декабря 1993 года на пенсии.
С 1992 года им написано более десяти книг по семиотике, восемь из которых на русском языке, две на английском, в 2020 году одна книга издана на китайском языке.
В настоящее время А. Соломоник активно занимается вопросами семиотики и новой версией философии познания.

## Научные интересы
Работая в Министерстве просвещения Израиля (1974—1993), А. Соломоник отвечал за методику овладения ивритом взрослыми иммигрантами, обучавшимися в ульпанах страны. Он ввёл много новшеств в работу учителей, в частности, организовал минилаборатории для внедрения средств наглядности — магнитофонов, проекторов, телевизоров — в процесс обучения. Для этого были созданы многочисленные учебные пособия и отдельные упражнения.
Каждый класс раз в неделю получал доступ в лабораторию для проведения спаренного урока. Это повлияло на учебный процесс, который ранее ограничивался только взаимодействием «учитель — класс». В последние годы своей деятельности он стал знакомить учителей с компьютерами, имея в виду в будущем перевести всю учебную работу в ульпанах на компьютерное обеспечение.
За эти годы им были написаны множество книг и статей методического содержания. Ту же практику А. Соломоник продолжил после выхода на пенсию. За период с 1995 по 2002 годы им были составлены более десятка словарей и грамматик как иврит-русских, так и иврит-английских. Они были объединены в комплекты учебных пособий для взрослых учащихся, овладевающих ивритом. Эти пособия и сегодня продаются по всему миру. Особенно известен словарь ивритских глагольных корней с переводом слов, производных от корней, на русский и английский языки («Маскилон I»).
Одновременно он увлекся семиотикой (наукой о знаках и знаковых системах). К 2015 году им было написано более десяти монографий по вопросам семиотики. Свои выкладки об общефилософских проблемах с точки зрения семиотики А. Соломоник описал в книге «Семиотика и теория познания» (Москва,URSS,2012), а семиотические результаты суммировал в книге на русском языке «Очерк общей семиотики» (Москва,URSS,2011) и в английской книге «A Theory of General Semiotics» (Cambridge Scholars Publishing, 2015). Книга «Очерк общей семиотики» была переведена на китайский язык в 2020 году.

### Новая версия семиотики

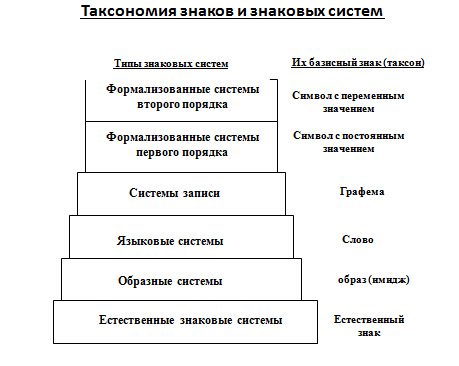
Схема классификации знаковых систем согласно их базисным знакам (таксонам), предложенная А. Соломоником